# Santa Cruz de Tenerife
Santa Cruz de Tenerife és un municipi canari pertanyent a la província de Santa Cruz de Tenerife, (Espanya). És la capital de l'illa de Tenerife i de la seva província; a més comparteix capitalitat de la Comunitat Autònoma de Canàries amb Las Palmas de Gran Canaria. El municipi està situat al nord-est de l'illa de Tenerife, a la vora de l'oceà Atlàntic. La ciutat està enclavada entre la badia que duu el seu mateix nom i el Massís d'Anaga, alçant-se en amfiteatre des de la costa fins al cim.
Té una extensió de 150,56 km² i una població de 220.902 habitants (INE gener de 2007). La seva altitud en el centre històric és de 4 metres sobre el nivell del mar i el municipi té 58,33 quilòmetres de costa i dividit naturalment pel barranc de Santos. La ciutat està situada en una orografia abrupta, formant una aglomeració urbana amb San Cristóbal de La Laguna, absorbint altres localitats com Taco i la Cuesta. A la ciutat es troba el Parlament de Canàries. A la ciutat se celebra un dels carnavals més grans del món.
El clima és àrid amb escasses pluges (poc més de 200 mm), i temperatures suaus amb una mitjana de 21 °C anuals i escassa amplitud tèrmica diària, endolcit pels vents alisis. Per la seva importància geoestratègica, la ciutat ha estat definida com una ciutat global, l'única de Canàries en aquest lloc i una de les poques d'Espanya. Entre altres institucions presents a la ciutat destaca la seu de la Unesco a Canàries.
El 2012, el diari britànic The Guardian va incloure a Santa Cruz de Tenerife a la llista dels cinc millors llocs del món per viure, al costat del districte de Cihangir, a Istanbul; el districte de Sankt Pauli, a Hamburg; la costa nord de Maui, a Hawaii, i Portland, a l'estat d'Oregon (Estats Units).

## Població

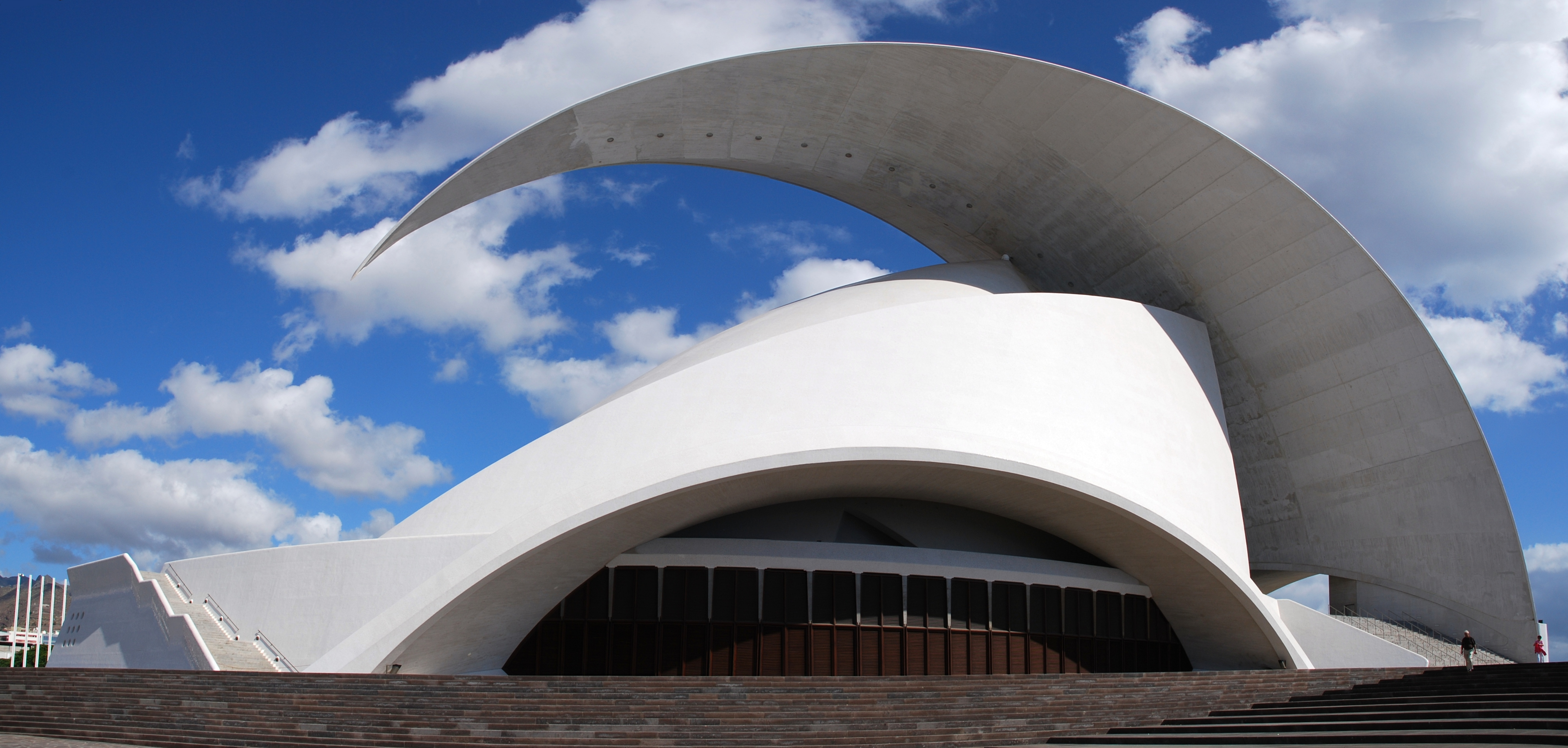
Auditori a Santa Cruz de Tenerife per l'arquitecte Santiago Calatrava.

Els seus habitants se'ls coneix com a santacruceros, o també chicharreros (nom que normalment s'estén a tots els habitants de Tenerife).
La majoria de la població és catòlica, també hi ha importants comunitats d'hindús i musulmans.
En comparació amb la propera ciutat de San Cristóbal de La Laguna, que és la seu del Bisbat de Tenerife, tradicionalment la ciutat de Santa Cruz de Tenerife ha tingut un caràcter molt més secular. Aquest fet va propiciar a la ciutat institucions de profunda tradició laica com el Temple Maçònic de Santa Cruz de Tenerife que va ser un dels majors centres maçònics d'Espanya.
| Any  | Població |
| ---- | -------- |
| 1991 | 200.172  |
| 1996 | 203.787  |
| 2001 | 188.477  |
| 2002 | 217.414  |
| 2003 | 220.022  |
| 2004 | 219.466  |
| 2006 | 221.956  |
| 2007 | 220.902  |
| 2008 | 226.232  |
| 2013 | 206.593  |

## Llocs d'interès
- Auditori de Tenerife
- Teatro Guimerà
- Temple Maçònic de Santa Cruz de Tenerife
- Los Hoteles
- Castell de San Joaquín

### Edificis religiosos
- Església Matriu de la Concepción
- Església de San Francisco de Asís
- Ermita de Santa Catalina Mártir de Alejandría